# Ailele Hun (Bemori)
Ailele Hun ist eine osttimoresische Aldeia. Sie liegt im Nordwesten des Sucos Bemori (Verwaltungsamt Nain Feto, Gemeinde Dili). In Ailele Hun leben 483 Menschen (2015)
Ailele Hun bildet die Nordwestecke des Sucos Bemori. Südlich liegt die Aldeia Baba Liu Rai Oeste, östlich der Rua de Bé-Mori die Aldeia Bemori Central und nördlich der Avenida da Liberdade de Imprensa die Sucos Acadiru Hun und Santa Cruz. Santa Cruz bildet auch den westlichen Nachbarn.
In Ailele Hun befindet sich der Sitz des Sucos Bemori.